# Налычева (река)
Налычева (Правая Налычева, Шайбная) — река на полуострове Камчатка в России.
Длина реки — 80 км. Площадь водосборного бассейна — 1460 км². Протекает по территории Елизовского района Камчатского края. Впадает в Авачинский залив. Река Налычева протекает на территории Природного парка «Налычево». Основная часть парка — чашеобразная долина реки Налычева размером 20x8 км, окруженная действующими и потухшими вулканами.
На левом берегу реки Мутношка (правый приток реки Налычева) в 8,4 км от устья находится Козельский полигон с ядохимикатами и большим количеством ртутных препаратов, который был образован в 1979—1981 годах. В 2020 году, после отравления акватории Халактырского пляжа, правительство Камчатки опубликовало карту загрязнений с результатами анализов проб воды. В приложенных отчётах утверждается, что в реке Налычева концентрации нефтепродуктов и фенола превышены в 8 раз, железа — в 7,6 раза.
Река названа казаками в начале XVIII века по имени проживавшего близ реки ительмена Налачь Тынбалова. Впервые упоминается как Кошенич в отчётах отряда Т. Р. Кобелева в 1703 году. Нанесена на карту под названием Налочева в 1713 году.

## Данные водного реестра
По данным государственного водного реестра России относится к Анадыро-Колымскому бассейновому округу. Код объекта в государственном водном реестре — 19070000212120000022193.